# The Spanish Gypsy
The Spanish Gypsy er en amerikansk stumfilm fra 1911 af D. W. Griffith.

## Medvirkende
- Wilfred Lucas som Jose
- Vivian Prescott som Pepita
- Kate Bruce
- William J. Butler
- Jeanie Macpherson som Mariana